# 27879 Shibata
27879 Shibata este un asteroid din centura principală de asteroizi.

## Descriere
27879 Shibata este un asteroid din centura principală de asteroizi. A fost descoperit pe 15 februarie 1996 la Nanyo de Tomimaru Okuni. El prezintă o orbită caracterizată de o semiaxă mare de 2,32 ua, o excentricitate de 0,09 și o înclinație de 5,7° în raport cu ecliptica.